# Мученица Аријадна
Света мученица Ариадна је ранохришћанска светитељка и мученица из 2. века.
Убијена је 130. године, током прогона хришћана у време цара Хадријана. 
Као веома млада била је робиња неког властелина Тертила, управника града Промисе у Фригији. Пошто је одбила да уђе у идолопоклонички храм и принесе жртву идолу, њен робовласник је наредио да је обесе и муче. Дуго је мучена у тамници и након тога убијена.
Православна црква је слави 18. септембра по јулијанском календару.